# Teatro Hidalgo Bartolomé de Medina
El Teatro Hidalgo Bartolomé de Medina es un teatro que se encuentra en la ciudad de Pachuca de Soto, estado de Hidalgo, México. Es un edificio de estilo neoclásico, el teatro fue construido en 1957.

## Historia

### Antiguo Teatro
La construcción del Bartolomé de Medina, inicio en 1881, La obra fue suspendida en 1883 y reanudada en 1885; y se inauguró en el 15 de enero de 1887. La obra estructural del ingeniero Ramón Almaraz, aunque fue concluida por el italiano Cayetano Tangassi, y del escenógrafo Jesús Herrera y Gutiérrez, a quien se le encargó la decoración interior. La fachada, fue terminada cuatro años después, en 1891, y fue construida con cantera de Tezoantla.
El 15 de enero de 1943, se recordó el quincuagésimo sexto aniversario de la inauguración del Teatro Bartolomé de Medina; con el inicio de una breve temporada teatral a cargo de la compañía experimental de Pachuca, dirigida por Luis Ayala Martínez, que concluyó el día 20. Al día siguiente se comenzó con la demolición.

### Nuevo Teatro

Teatro Hidalgo Bartolomé de Medina.

En 1957 se proyectó la construcción de la Plaza Juárez, se decidió que el antiguo teatro fuera reconstruido en este lugar. La plaza se construye en el lugar donde se encontraba, la estación del Ferrocarril Hidalgo, que fue demolida para ese propósito.
Se inauguró en marzo de 1957, año en que Quintín Rueda Villagrán fungía como Gobernador de Hidalgo y Adolfo Ruiz Cortines fue Presidente de México. El recinto en sus primeros años albergó al Congreso del estado de Hidalgo.
Fue reinaugurado el 18 de marzo de 1987, y se convirtió en recinto cultural de usos múltiples para el desarrollo de diferentes actividades: teatro, danza, conferencias, conciertos y exposiciones. En noviembre del año 2000, se instaló en la planta baja de este recinto la Librería Educal Margarita Michelena; esta librería cerro en 2017.

## Arquitectura

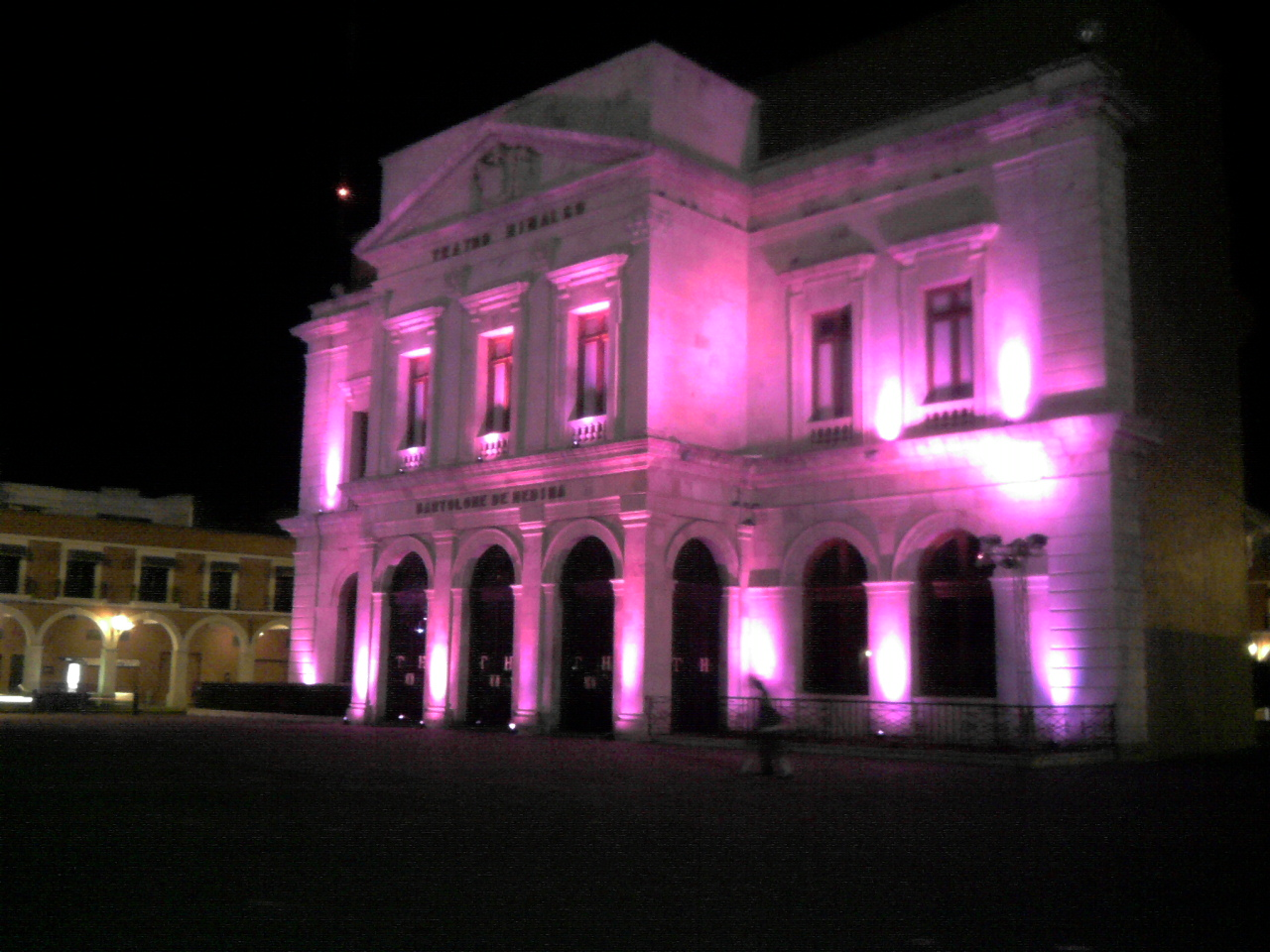
En octubre de cada año, el Teatro Hidalgo Bartolomé de Medina, así como otros monumentos son iluminados de rosa por la campaña mundial de la lucha contra el cáncer de mama.

### Fachada
Para construir el teatro se usó piedra de cantera blanca de Tezoantla, material propio de la región entre cuyas características destaca el tono sobrio que confiere su empleo. La parte baja del edificio cuenta con una serie de arcos romanos y al centro de ambos se coloca unas pilastras empotradas lisas con un capitel dórico. Para darle jerarquía al acceso se coloca al frente la parte central del edificio en el cual se observan tres arcos consecutivos.
Mientras que el la parte superior se continua con el movimiento del volumen, pero cambian el tipo de vano siendo este en forma cuadras con una serie de balaustras. Concluyendo con un frontón triangular recto cerrado y tres balcones en la superior.

### Interior
Puede albergar un total de 453 personas y cuenta con 500 butacas. Es menor la capacidad a pesar de contar con más butacas, ya que algunas butacas se encuentran junto al escenario y típicamente no son usadas por el público en general. El escenario mide de ocho por seis metros. También dos camerinos, una sala de conferencias con capacidad para 80 personas y tres salones.

## Pintura

Pintura mural en el interior del teatro.

En su interior se encuentra un mural obra de Jesús Becerril Martínez, firmado en julio de 1959. El mural Historia del teatro y Danza en México, fue inicialmente colocado en el teatro Efrén Rebolledo y más tarde ubicado en el Teatro Hidalgo. En el mural se aprecian diversos elementos que han definido la historia de México y la historia de Hidalgo; así como de la cultura de México y la cultura de Hidalgo.
Entre las imágenes del mural podemos distinguir a Xochipilli, con un teponaztli y un huéhuetl; un códice mexica; el labrado de la Piedra del Sol; el Templo de Kukulkán en Chichen Itza; los Atlantes de Tula; la capilla abirta del exconvento de San Nicolás de Tolentino. También se encuentran los Voladores de Papantla, la Danza del Venado, la Danza de los huehues, un Chinelo, el Jarabe tapatío. Se observan distintas representaciones de obras de teatro y un águila cazando a la serpiente.